# 励建书
励建书（1959年11月8日—），香港科技大学讲座教授。生于浙江杭州，原籍萧山。

## 生平
1981年毕业于浙江大学数学系，1983年获康奈尔大学硕士学位，1987年获耶鲁大学博士学位。曾任马里兰大学和麻省理工学院教授。曾任香港数学会主席、浙江大学长江讲座教授等职。2013年当选为中国科学院院士。2017年12月加入浙江大学数学高等研究院。